# Jeszenszky Sándor (politikus, 1827–1889)
Báró nagyjeszeni Jeszenszky Sándor (Csibrák 1827. április 24. – 1889. március 2. Budapest) országgyűlési képviselő.

## Élete
Az ősrégi nemesi származású nagyjeszeni Jeszenszky család sarja, amely már 1271-ben részesült Jeszenben királyi adományban. Apja báró nagyjeszeni Jeszenszky János (1793–1886), Tolna vármegye alispánja, a Magyar Királyi Szent István-rend lovagja, földbirtokos, anyja báró Laffert Terézia (1798–1866) volt. Az apai nagyszülei nagyjeszeni Jeszenszky Sándor (1739–1804), tolnai alispán, királyi tanácsos, földbirtokos és Hiemer Borbála (1762–1812) voltak. Az anyai nagyszülei báró Laffert Vince (1762–1834), császári és királyi kamarás, Pest vármegye táblabírája, földbirtokos és báró Helene von Wittorf (1767–1811) voltak. Jeszenszky János 1865. január 3-án bárói címet nyert I. Ferenc József magyar királytól. Unokaöccse, báró nagyjeszeni Jeszenszky Béla (1867–1896) császári és királyi kamarás, a magyar királyi közoktatásügyi minisztérium szolgálaton kívüli segédtitkára volt.
Tanulmányait Pesten kezdte a piaristáknál. A jogot  pesti egyetemen, az utolsó évét pedig a pécsi jogakadémián végezte. 1842-ben mint önkéntes belépett a császári hadseregbe tiszthelyettesi ranggal, és ott szolgált 1843-ig. A szabadságharcban is részt vett. Mint Coburg huszárhadnagy[pontosabban?] lépett a honvédek közé. Rövid idő alatt főhadnaggyá léptették elő. Ott volt a kápolnai csatában és a szikszói ütközetekben. Az utóbbiban egy ágyúgolyó a mellkasát súrolta, ami miatt kénytelen volt még 1849 elején leszerelni. 1865-ig visszavonulva élt birtokain. Az alkotmányos rend visszaállítása után elfogadta simontornyai szolgabíróvá történt megválasztatását. Erről az állásáról azonban hamarosan lemondott. Tolna vármegye közügyeiben mint megyebizottsági tag tevékenyen részt vett. 1878-ban és 1882-ben megválasztották Pincehelyen országgyűlési képviselőnek, utóbb Perczel Béla helyébe pártonkívüli programmal. 1887-től ugyanezt a kerületet képviselte függetlenségi programmal.

## Művei
- Országgyűlési beszédei a Naplókban (1878–81. X., XII. kötet. Költségvetés 1880-ra, XVIII. Az 1848–49. honvédek jövőjének biztosítása, II., III. Költségvetés 1888-ra VIII. Véderő, Véderővita alkalmával katonaság a ház előtt).
- Programbeszédeit a helyi lapok hozták.